# Rheumaptera atlantica
Rheumaptera atlantica är en fjärilsart som beskrevs av Munroe 1954. Rheumaptera atlantica ingår i släktet Rheumaptera och familjen mätare. Inga underarter finns listade.